# Quốc gia Alawite
Quốc gia Alawite (tiếng Ả Rập: دولة جبل العلويين, Dawlat Jabal al-‘Alawiyyīn, tiếng Pháp: Alaouites, nghĩa là État des Alaouites or Le territoire des Alaouites) và đặt tên theo giáo phái Alawite một nhánh của Hồi giáo Shia được phần lớn người dân địa phương tôn sùng, là một lãnh thổ ủy thác thuộc Pháp nằm ở ven bờ biển ngày nay của Syria sau chiến tranh thế giới thứ I. Lãnh thổ ủy thác thuộc Pháp được Hội Quốc Liên giao từ 1920 đến 1946.
Việc sử dụng "Alawite" thay vì "Nusayri" được ủng hộ bởi người Pháp vào đầu thời kỳ ủy thác và gọi cho một thành viên của giáo phái tôn giáo Alawi. Năm 1920, người Pháp đặt tên là "Lãnh thổ Alawite" là nơi cư trú của một số lượng lớn những người Hồi giáo Alawi.

## Địa lý

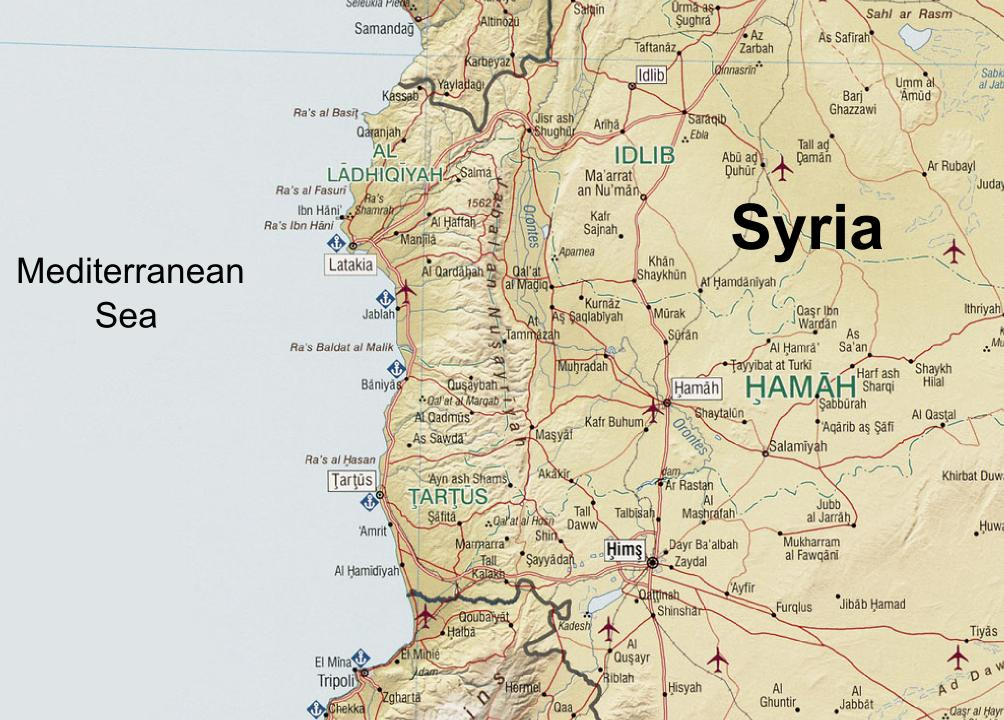
Bản đồ địa chính của khu vực Alawite

Đây là khu vực ven biển và miền núi, nơi có một, dân số không đồng nhất chủ yếu là nông thôn. Trong thời gian ủy trị của Pháp, xã hội bị phân chia bởi tôn giáo và địa lý; các gia đình địa chủ và 80 phần trăm dân số của thành phố cảng Latakia là Hồi giáo Sunni. Hơn 90 phần trăm dân số của tỉnh là nông thôn, và 82 phần trăm là Alawites.
Quốc gia Alawite giáp Liban về phía nam; biên giới phía bắc là với Sanjak của Alexandretta, nơi Alawites chiếm một phần lớn dân số. Về phía tây là vùng Địa Trung Hải. Biên giới phía đông với Syria chạy khoảng dọc theo núi An-Nusayriyah và sông Orontes từ Bắc vào Nam. Các hiện đại Latakia và Tartus là khoảng bao gồm Nhà nước Alawite. Cả hai đều có phần lớn dân số Alawite; phần hiện đại ngày nay Quận Al-Suqaylabiyah, Quận Masyaf, Quận Talkalakh và Quận Jisr ash-Shugur cũng thuộc về quốc gia này.

## Lịch sử

### 1918–1920
Sự sụp đổ của Đế quốc Ottoman vào cuối Thế chiến I (với đình chiến của Mudros vào ngày 30 Tháng 10 1918) đã mang về một cuộc tranh giành quyền kiểm soát tỉnh của đế quốc tan rã của. Như năm 1918 Pháp chiếm đóng Liban và Syria, mà là dưới sự lãnh đạo của Amir (Emir), Faisal I. Năm 1920, tăng trưởng tình cảm chống Pháp trong khu vực đã dẫn đến sự thành lập của Arab Vương quốc Syria dưới thời vua Faisal I Vào 07 tháng 3 năm 1920. Ả Vương quốc Syria bước đầu đã được hỗ trợ bởi người Anh, bất chấp phản đối của Pháp. Anh rút hỗ trợ và vào ngày 5 Tháng năm 1920 Hội đồng tối cao Đồng minh ra một sắc lệnh ủy cho Ủy trị Syria và Liban thuộc Cộng hòa Pháp với ngôn ngữ chính thức của Pháp và tiếng Ả Rập. Tướng Gouraud được bổ nhiệm làm cao ủy của vùng lãnh thổ Syria và chỉ huy trưởng của lực lượng Pháp.
Dân số của Liban thân Pháp cho rằng Syria đã chống Pháp, với một chảo dầu xung đột dân tộc Ả Rập. Người Pháp nhấn mạnh rằng ủy không phải là "không phù hợp" với Syria tự quản; Syria đã buộc phải chấp nhận nhiệm vụ khi vua Faisal rời đất nước (chịu áp lực từ Pháp) vào tháng 7 năm 1920, sau khi Anh rút hỗ trợ cho sự cai trị của mình khi đối mặt với tuyên bố của Pháp.

### 1920–22

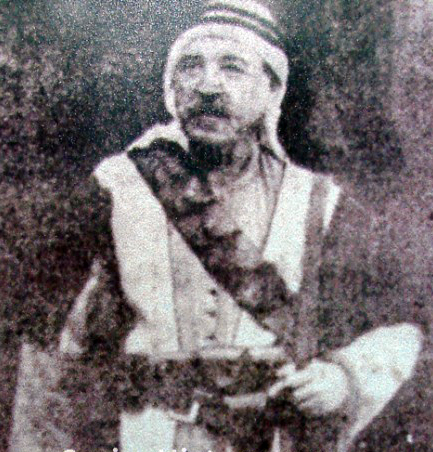
Salih al-Ali, lãnh đạo của cuộc khởi nghĩa ở Syria chống lại sự cai trị của Pháp 1919

Vào thời điểm đó, người Pháp đã bị phản đối kịch liệt bởi người bản địa cho sự thống nhất của Syria. Vào đầu tháng 9 năm 1920, Pháp chia các vùng lãnh thổ ủy trị của họ dựa trên dân số không đồng nhất cấp "tự trị địa phương" với các khu vực theo nhân khẩu học. Một số người cho rằng người Pháp đã có hành động cố ý phân chia dân số, hạn chế sự lây lan của "sự lây lan đô thị kích động chủ nghĩa dân tộc". Vào ngày 2 tháng 9 năm 1920 một "Lãnh thổ Alawis" đã được tạo ra ở vùng đất ven biển và núi, bao gồm các làng Alawi; Pháp chứng minh việc tách biệt này bằng lý do " sự lạc hậu" của người dân vùng núi, tôn giáo khác biệt với dân số Sunni xung quanh. Việc phân chia dự định để bảo vệ đa số những người Alawi bằng quyền lực mạnh mẽ.
Sau khi sự độc lập tương đối của các quy tắc Faisal I, thực dân Pháp đã không được hoan nghênh. Các bộ phận được cho là phục vụ lợi ích của một thiểu số Kitô giáo trong một đa số Hồi giáo, thiên về cai trị thực dân và ngột ngạt bất đồng chính kiến.
Salih al-Ali lãnh đạo Cuộc nổi dậy Syria năm 1919 ở khu vực phía đông Alawi của thành phố biển Latakia. Al-Ali là chủ yếu quan tâm đến việc bảo vệ vùng Alawite từ sự can thiệp từ bên ngoài. Cuộc nổi loạn của ông không bị thúc đẩy bởi phong trào dân tộc; Tuy nhiên, họ đã xác định với nó để thêm sự tự chủ cho Alawite. Các phiến quân đầu hàng quân Pháp sau hai năm đánh phá các tiền đồn của Pháp vào tháng 1921

### 1923
Năm 1922, chính quyền Pháp lập một chính phủ được bầu làm lên Hội đồng các đại diện của các quốc gia Aleppo, Damascus và lãnh thổ Alawite. Trong tháng 6 năm 1923 chính quyền Pháp, dẫn đầu bởi Tướng Maxime Weygand, từng quốc gia cho phép để bầu Hội đồng đại diện riêng của họ. Các cuộc bầu cử sơ bộ, một cuộc thi thố giữa các quan chức Pháp và người quốc gia, được coi là gian lận của Syria (nhiều người đã tẩy chay cuộc bầu cử ngày 26 tháng 10). Quốc gia Alawite, cách ly với khuynh hướng dân tộc chủ nghĩa, được bầu 10 đại diện thân Pháp để hội đồng 12 người của họ sau khi đến bầu 77 phần trăm cử tri trong cuộc bầu cử sơ bộ (được coi là kết quả của gian lận Pháp). số như vậy không được tìm thấy trong các dân tộc Damascus và Aleppo. Alawi được ưa tiên để được nhóm lại với các vùng lãnh thổ của Lebanon, trái ngược với người Sunni và người Kitô giáo đòi hỏi sự thống nhất của Syria. Phần lớn các hỗ trợ của Pháp trong các cuộc bầu cử đầu tiên đến từ người dân nông thôn, mà người Pháp đã chủ yếu được hưởng lợi.

### 1925–27: Nổi dậy lớn ở Syria
Vào ngày 1 tháng 1 năm 1925, Quốc gia Syria được ra đời từ sự sáp nhập của quốc gia Damascus và Aleppo. Không bao gồm Lebanon và quốc gia Alawi.
Có lẽ lấy cảm hứng từ Chiến tranh giành độc lập Thổ Nhĩ Kỳ (1919–1921), Nổi dậy lớn ở Syria bắt đầu ở các vùng nông thôn của Jabal al-Druze. Lãnh đạo bởi Sultan al-Atrash như cuộc nổi dậy ở Druze, phong trào đã được thông qua bởi một nhóm các dân tộc Syria dẫn dắt bởi Abd al-Rahman Shahbandar và lan sang các quốc gia Aleppo và Damascus. Kéo dài từ tháng 7 năm 1925 đến tháng 6 năm 1927, nó là một chất chống Pháp, phản ứng chống chủ nghĩa đế quốc đến năm năm cai trị của Pháp; đến Druze nó không phải là một phong trào hướng tới sự hiệp nhất của Syria, nhưng chỉ đơn giản là một cuộc biểu tình chống sự cai trị của Pháp.
Lãnh thổ Alawite nông thôn phần lớn là không liên quan trong Great nổi dậy. Người Pháp đã ủng hộ thiểu số tôn giáo như Druze và Alawi, cố gắng cô lập chúng từ văn hóa dân tộc chính thống. Nhiều người đàn ông trẻ đến từ các cộng đồng nông thôn Alawi gia nhập quân đội Pháp, tranh thủ vào đội quân đặc biệt (một phần của các lực lượng Pháp ở Syria vào thời điểm đó) cho tiến bộ xã hội. Những binh sĩ, thế mạnh hoặc tuyển chọn từ dân tộc thiểu số trong khu vực Were Thường được sử dụng để ngăn chặn các rối loạn dân sự.
Itamar Rabinovich đề xuất ba lý do tại sao người Alawi không quan tâm cuộc nổi dậy
1. "Người Alawi thống trị trong quốc gia Alawi không phải tuyệt đối": Ngược lại với Kitô giáo và người Bedouin thiểu số của khu vực Druze, quốc gia Alawite là nhà cho các nhóm Hồi giáo Sunni và Ki tô giáo khá lớn (phần lớn họ sống ở thủ đô, Latakia). Nhiều chủ thuê Sunni giám sát lĩnh canh Alawi. Sự thống trị kinh tế của các dân tộc thiểu số Sunni trong đa số Alawi là nguồn gốc của sự bất bình lâu dài. Các Alawi hầu như không nhiệt tình trong tình cảm dân tộc của địa chủ Sunni của họ.[6]
2. "Xã hội Alawi đã được chia ra. Các nông dân Alawi theo chủ nghĩa cá nhân và lòng trung thành của họ đã được tuyên bố bởi các nhà lãnh đạo tinh thần và bộ tộc khác nhau và thường xuyên bởi một chủ nhà cũng "[6]
3. "Cô lập, nghèo đói và cấu trúc xã hội của nó gây ra sự tụt hậu trên diện tích Alawi. Điều này cùng tồn tại với một cảm giác mạnh mẽ của tình đoàn kết với một sự gấn bó cho cộng đồng và ý thức độc quyền và nhiệm vụ."[6]

### Thống đốc Pháp - 1927–36
Quốc gia Alawite được điều hành liên tiếp bởi các thống đốc Pháp 1920-36:
- ngày 2 tháng 9 năm 1920 – 1921: Colonel Marie Joseph Émile Niéger (b. 1874; d. 1951)
- 1921 – 1922: Gaston Henri Gustave Billotte (b. 1875; d. 1940)
- 1922 – 1925: Léon Henri Charles Cayla (b. 1881; d. 1965)
- 1925 – ngày 5 tháng 12 năm 1936: Ernest Marie Hubert Schoeffler (b. 1877; d. 1952)

Các chủ đất Sunni, chủ yếu sống ở các thành phố của tỉnh, là người ủng hộ sự thống nhất của Syria; Tuy nhiên, người Pháp đã được hỗ trợ bởi các cộng đồng Alawite nông thôn mà họ phục vụ.
Năm 1930, Quốc gia Alawite đã được đổi tên là Chính phủ Latakia, sự thỏa hiệp chỉ do người Pháp để dân tộc Ả Rập cho đến năm 1936. Vào ngày 3 tháng 12 năm 1936 (trở nên có hiệu lực vào năm 1937), quốc Alawite đã được tái đưa vào Syria như một sự nhượng bộ của người Pháp với Khối quốc gia (đảng cầm quyền của chính phủ Syria bán tự trị).
Có rất nhiều niềm tin ly khai Alawite trong khu vực, nhưng quan điểm chính trị của họ không thể được phối hợp thành một tiếng nói thống nhất. Điều này được cho là do tình trạng nông dân của hầu hết Alawites, "khai thác bởi một cư dân tầng lớp địa chủ của người Sunni tại Latakia và Hama". Cũng có rất nhiều bè phái giữa các bộ tộc Alawite và quốc gia Alawite đã được đưa vào Syria với ít chống đối có tổ chức.

### 1936–1945
Năm 1936, người Ả Rập Palestine bắt đầu một ba năm cuộc nổi dậy. Trong khi một số thương mại với các thương gia Do Thái đã không bị gián đoạn, tâm lý pan-Arab tại Syria và các mối quan hệ "của họ hàng, văn hóa và chính trị" dẫn đến việc mở rộng hỗ trợ cho Palestine. Ngoài các cuộc đình công ủng hộ Palestine và các cuộc biểu tình, Syria lậu vũ khí vào Palestine và dẫn nhóm du kích thành công. Đến cuối năm 1938, chính phủ Pháp "không còn thấy nó thuận lợi để cho phép Syria tiếp tục là một cơ sở cho các hoạt động vùng Ả Rập triệt để, đặc biệt là những kết hợp với các cuộc nổi dậy ở Palestine" và nó giảm chia rẽ dân tộc Syria.
Vào 1939 Quốc dân Đảng của Khối rơi ra khỏi lợi với những người Syria vì sự thất bại của nó để tăng quyền tự chủ của chính phủ Syria từ ảnh hưởng của Pháp. Thủ tướng Jamil Mardam từ chức vào cuối năm 1938; Pháp đầy khoảng trống quyền lực, giải thể Quốc hội, đàn áp dân tộc Syria và tăng quyền tự chủ của người Pháp hỗ trợ Alawite và Druze lãnh thổ (cản trở thống nhất đất nước Syria).
Chiến tranh thế giới thứ hai bùng nổ một sự hiện diện mạnh mẽ của Anh ở Syria. Sau khi đầu hàng Pháp đến quyền lực Axis vào năm 1940, Vichy Pháp kiểm soát Syria cho đến khi Anh chiếm được nước này (và cả Liban) vào tháng 7 năm 1941. Trong năm 1942, các khu vực Latakia và Druze đã được trả lại quyền kiểm soát Syria. Đến cuối chiến tranh, chủ nghĩa quốc gia Ả Rập tại Syria đã sẵn sàng để thực hiện một trò chơi quyền lực khác.

### 1945–đến nay

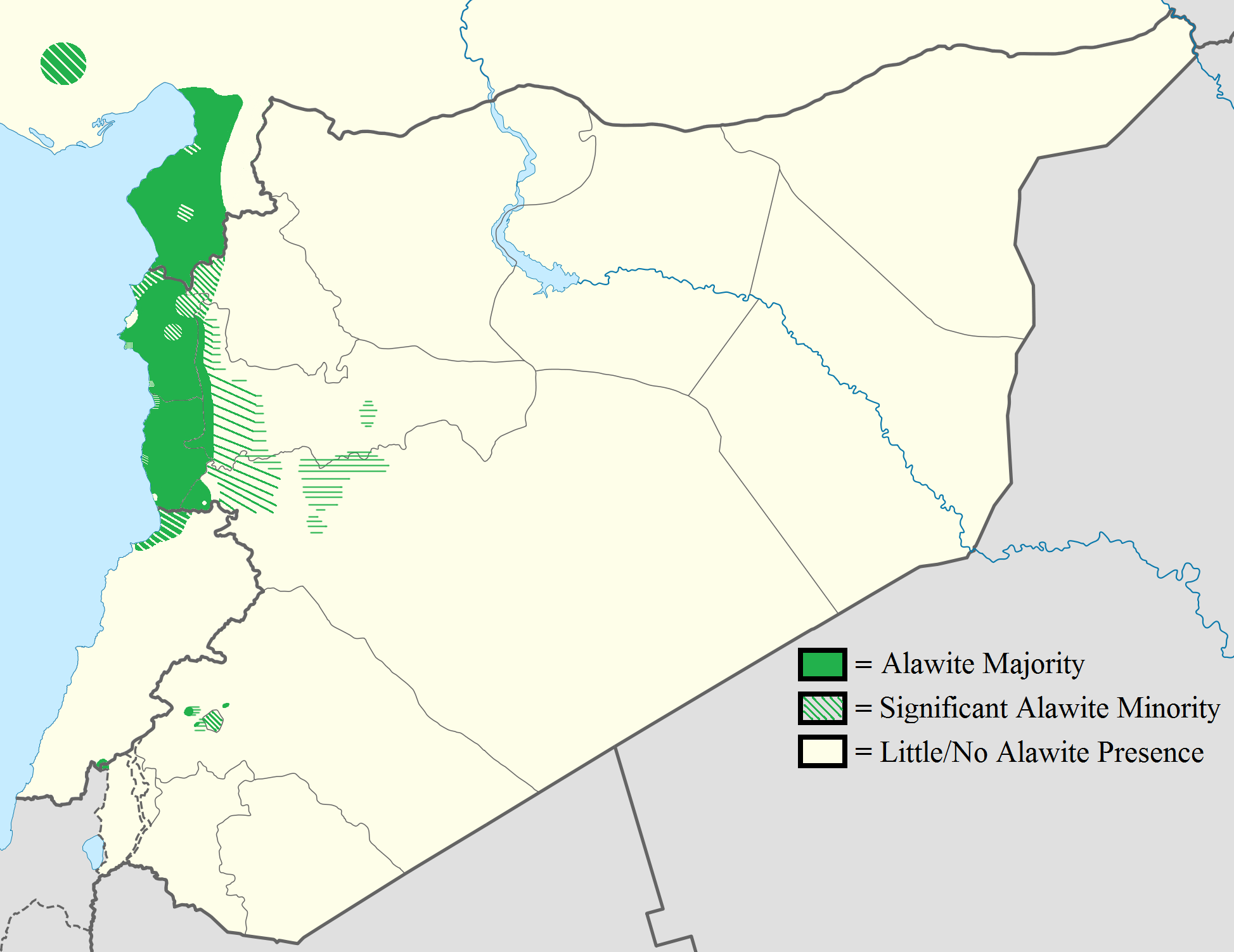
Phân bố người Alawites ở khu vực Levant

Người Pháp rời Syria vào năm 1946 và, chính phủ độc lập mới kéo dài trong ba năm (đến một cuộc đảo chính năm 1949 quân). Quân đội Syria đã giúp tân binh từ Alawite, Druze và nông thôn Kurd cộng đồng Sunni, một sự hoan từ ủy Pháp Levant Quân đội (mà đã trở thành quân đội Syria sau khi độc lập). Bắt đầu từ sau năm 1949 cuộc đảo chính, Alawites thống trị các sĩ quan và quân đoàn của chính phủ trong năm 1960. Cựu chủ tịch Hafez Asad và con trai ông ấy, Bashar (chủ tịch hiện tại), là gốc Alawite.

#### Nội chiến Syria
Như một kết quả của cuộc nội chiến Syria, đầu cơ tồn tại về khả năng trả đũa chống lại Alawites dẫn đến việc tái tạo của Nhà nước Alawite như một thiên đường cho Assad và nhà lãnh đạo chính phủ nếu Damascus thất thủ. Vua Abdullah II của Jordan đã gọi đây là "trường hợp xấu nhất" kịch bản trong cuộc xung đột, sợ một hiệu ứng domino: sự phân mảnh của đất nước cùng dòng giáo phái, với những hậu quả toàn khu vực.

## Tem bưu chính

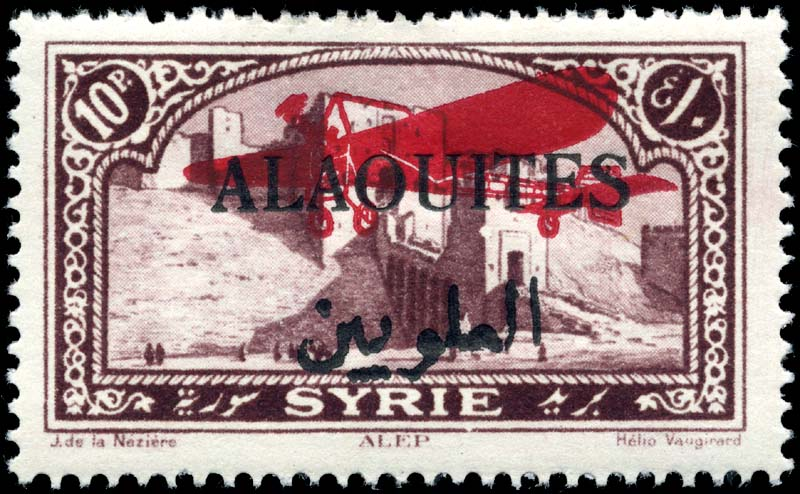

## Dân số
| Điều tra dân số Lattakia, 1921–22 |         |                 |
| Tôn giáo                          | Cư dân  | Tỷ lệ phần trăm |
| Sunni                             | 50,000  | 14%             |
| Alawites                          | 253,000 | 70.7%           |
| Hồi Giáo                          | 13,000  | 3.6%            |
| Thiên chúa giáo                   | 42,000  | 11.7%           |
| Tỏng                              | 358,000 | 100%            |

|        | Alawi   | Sunni  | Hồi Giáo | Thiên chúa giáo |
| Dân số | 173,000 | 32,000 | 5,000    | 36,000          |

|        | Latakia (thủ đô) | Urban  | Rural   |
| Dân số | 36,687           | 41,687 | 610,820 |